# Medicina del trabajo
La medicina del trabajo es la especialidad médica que se dedica al estudio de las enfermedades y los accidentes que se producen por causa o consecuencia de la actividad laboral, así como las medidas de prevención que deben ser adoptadas para evitarlas o aminorar sus consecuencias. Se considera a Bernardino Ramazzini como el padre de la medicina del trabajo.

## Historia

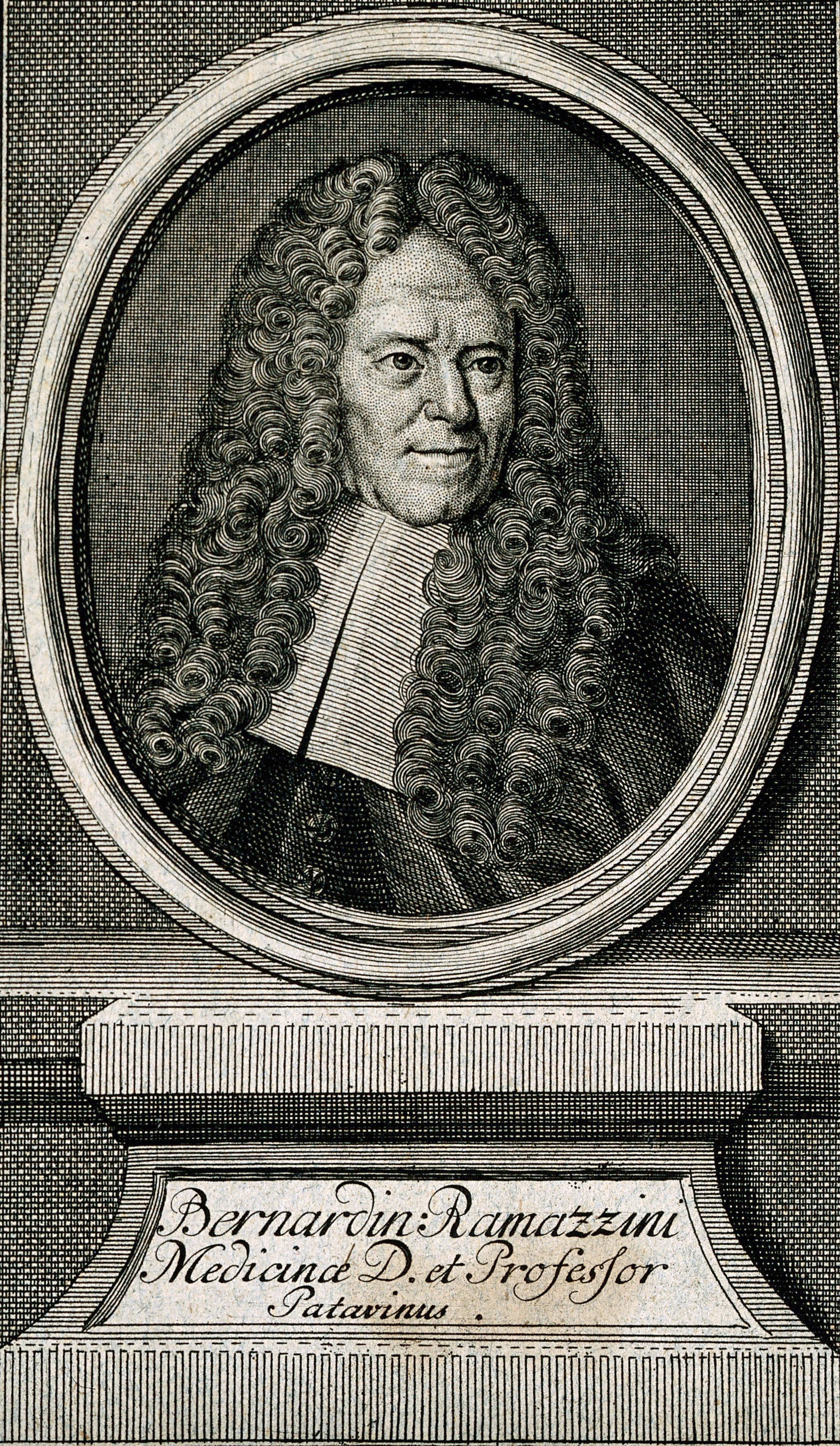
Bernardo Ramazzini (1633-1714), considerado el fundador de la Medicina del trabajo.

El estudio de las condiciones de salud con respecto al trabajo realizado, tuvo su origen inicialmente en el siglo V a. C. con Hipócrates, quien conoció de cerca las alteraciones a la salud de los mineros expuestos al plomo; en el siglo II a. C. Galeno atendió a trabajadores de las minas de cobre de Chipre describiendo también sus enfermedades; en el siglo I d. C. Plinio el Viejo fue el primero en recomendar el uso de vejigas de animales como equipo de protección respiratoria para evitar la inhalación de plomo; por su parte Georg Agricola realizó observaciones en las minas de los Cárpatos de la baja esperanza de vida de los trabajadores de estos lugares.

## Campo de acción
El campo de acción de la medicina del trabajo es en el interior de la empresa, aplicado a todos los trabajadores por medio de ejercicios ocupacionales, exámenes de ingreso, exámenes de control y convenios con otras entidades externas para que lleven un control de los procesos con algún índice de peligro que afecten la salud de los trabajadores, y así buscar diferentes métodos para mantener un buen índice sobre la salud de los trabajadores de las empresas. Además de trabajar coordinadamente con el área de Seguridad Industrial.
Un ejemplo es el trabajo realizado por el Dr. Martínez y el Dr. Jensen en el año 2023 sobre las características sociodemográficas de los pacientes que utilizaron los servicios médicos en una clínica portuaria en Costa Rica.

## Diferencia entre medicina del trabajo y salud ocupacional
En este punto, es fundamental especificar que tanto la salud, como la medicina del trabajo, no tienen un estatuto científico propio, debido a que ninguna de las dos ha construido un cuerpo de conocimientos con leyes y teorías propias, sino que ha utilizado ciencias como la biología, química,matemáticas, y las ciencias sociales para su saber.
Otra característica de ambas es su carácter multidisciplinar, ya que en ambas intervienen disciplinas como toxicología, seguridad e higiene, ergonomía, estadística, la administración, la psicología, la legislación, la sociología, la audiología, la ingeniería industrial entre otras.
Sin embargo, los factores que lo diferencian se puede clasificar en dos: su objeto de estudio y el segundo es la práctica característica de cada una de ellas.
Para la medicina del trabajo el objeto de estudio es la enfermedad y el paciente enfermo así como las causas que ocasionan la enfermedad, ya que en ellas subyacen el porque de la enfermedad, ya que la medicina del trabajo siendo una rama de la salud pública, no puede dejar de lado los motivos de la enfermedad. 
En cambio, para la salud ocupacional el objeto de estudio es la salud de los trabajadores, considerada como un fenómeno colectivo, y el espacio de las acciones desplegadas se encuentra en el ámbito poblacional, es de carácter preventivo y ejercido por médicos ocupacionales, con una duración de dos años de estudio, título a obtener "especialista en salud ocupacional".
Por tanto, el concepto de trabajo (para este tipo de práctica médica, que es el tema que nos ocupa) está ubicada en función del objeto de estudio, y refiere que el ambiente laboral es el área de producción, donde solo los factores de riesgos o agentes pueden ser las causas determinantes de los problemas individuales de salud de cada trabajador, en donde la mayoría de estos son provocados por actos inseguros.
A su vez, vemos que el campo de acción de la salud en el trabajo es limitado hacia investigadores, profesionistas y técnicos interesados en el mejoramiento de las condiciones de trabajo; en exigir calidad total en los centros laborales para conseguir una mayor productividad de los trabajadores.